# Сохарьово
Сохарьо́во (рос. Сохарёво) — присілок у складі Режівського міського округу Свердловської області.
Населення — 134 особи (2010, 169 у 2002).
Національний склад станом на 2002 рік: росіяни — 86 %.